# Sertularella decipiens
Sertularella decipiens är en nässeldjursart som beskrevs av Chantal Billard 1919. Sertularella decipiens ingår i släktet Sertularella och familjen Sertulariidae. Inga underarter finns listade i Catalogue of Life.